# منتخب أيرلندا للكورفبال
منتخب أيرلندا للكورفبال هو ممثل جمهورية أيرلندا الرسمي في المنافسات الدولية في كرة السلة الهولندية
.